# (5559) Beategordon
(5559) Beategordon est un astéroïde de la ceinture principale.

## Description
(5559) Beategordon est un astéroïde de la ceinture principale. Il fut découvert le 27 juin 1990 à l'Observatoire Palomar par Eleanor Francis Helin. Il présente une orbite caractérisée par un demi-grand axe de 2,385 UA, une excentricité de 0,23 et une inclinaison de 11,3° par rapport à l'écliptique.

## Compléments